# Sterculia tannaensis
Sterculia tannaensis är en malvaväxtart som beskrevs av André Guillaumin. Sterculia tannaensis ingår i släktet Sterculia och familjen malvaväxter. Inga underarter finns listade i Catalogue of Life.